# Boy Pablo
Boy Pablo (estilitzat com a boy pablo) és un projecte musical de pop-rock indie format el 2015 pel seu líder Nicolás Pablo Muñoz, que compon, escriu, produeix i canta totes les cançons del grup. En directe, a més de cantar, toca la guitarra rítmica, i l'acompanyen els altres membres del grup: Gabriel Muñoz (guitarra principal), Henrik Åmdal (baix), Eric Tryland (teclats) i Sigmund Vestrheim (bateria).

## Antecedents
Nicolás Pablo Muñoz és fill de pares xilens, però aquests van traslladar-se a Noruega a la dècada del 1980, i és allà on ell va néixer el 29 de Novembre de l'any 1998. Va créixer a la ciutat de Bergen en una família molt musical; els seus pares, tots dos multi-instrumentistes, el van ajudar a aprendre a tocar diversos instruments. L'any 2015 es van mudar a Os, i allà Muñoz va estudiar la secundària a l'escola privada de música Kongshaug Musikkgymnas. Aquell mateix any va fundar el projecte Boy Pablo, tot i que no va publicar res fins al gener de l'any següent.

## Història
Boy Pablo va néixer l'any 2015, i va debutar el 2016 amb el senzill «Flowers». Aquesta cançó va cridar l'atenció i Boy Pablo va rebre una beca Bergenfest, a més de guanyar una actuació al festival del mateix nom. El mateix any va publicar dues cançons més, «Beach House» i «Ur Phone».
El maig del 2017 Boy Pablo va llençar el videoclip del tema «Everytime», que es va popularitzar massivament gràcies a l'algorisme de YouTube, de manera que va obtenir milions de visualitzacions en poques setmanes, i la base de fans de Boy Pablo va créixer molt. El mateix mes de maig es va publicar el primer EP del grup, Roy Pablo, que inclou «Everytime» i que mostra, a part del seu característic estil indie rock/pop, elements de jangle pop. Al març del 2018, Boy Pablo va publicar el senzill «Losing You», i a continuació, realitza una reeixida gira mundial, passant per Europa, Àsia i Amèrica. A l'octubre, va publicar el llarg EP Soy Pablo, que a més de tenir força èxit comercial va agradar a la crítica, de manera que la banda va resultar nominada i guanyadora de diversos premis aquell any. El 2019 únicament publica el senzill «Never Cared».
L'any 2020, Boy Pablo llença el seu àlbum debut Wachito Rico (una expressió chilena que significa "noi guapo"). Es tracta d'un àlbum conceptual que tracta sobre una relació amorosa. A l'àlbum el van acompanyar els senzills «Hey Girl», «Honey», «Rest Up» i «Leave Me Alone!», a més d'una gira mundial. Durant el 2021, recull diverses cançons de l'àlbum, juntament amb els costats B dels senzills del mateix, en tres EP diferents, anomenats Tuck Me In, Dancing By Myself i Wachito's Self-Care Tape.

## Discografia

### Àbums
- Wachito Rico (2020)

### EP
- Roy Pablo (2017)
- Soy Pablo (2018)
- Tuck Me In (2021)
- Dancing By Myself (2021)
- Wachito's Self-Care Tape (2021)